# Triptyque des Offices
Le Triptyque des Offices est un ensemble de trois tableaux du peintre de la Renaissance Andrea Mantegna, rassemblés  au musée des Offices de Florence.

## Histoire
Ces trois tableaux, L'Adoration des mages, La Circoncision de Jésus et L'Ascension, peints a tempera sur bois, datant de 1461,  figuraient dans la chapelle de Ludovic Gonzague du Château Saint-Georges au palais ducal de Mantoue, avec le tableau, également de Mantegna, La Mort de la Vierge (musée du Prado, Madrid). Ces tableaux furent dispersés après la restructuration de la chapelle. Le triptyque appartenait à Antonio de Médicis en 1587 et il est entré dans les collections des Offices en 1632.

## Thèmes et composition
Ces trois thèmes de l'iconographie chrétienne sont très communs, comme l'Adoration des mages et l'Ascension, mais un peu moins pour la Circoncision de Jésus. Dans ce dernier, est ajouté le thème de la Présentation au Temple.

### L'Adoration des mages

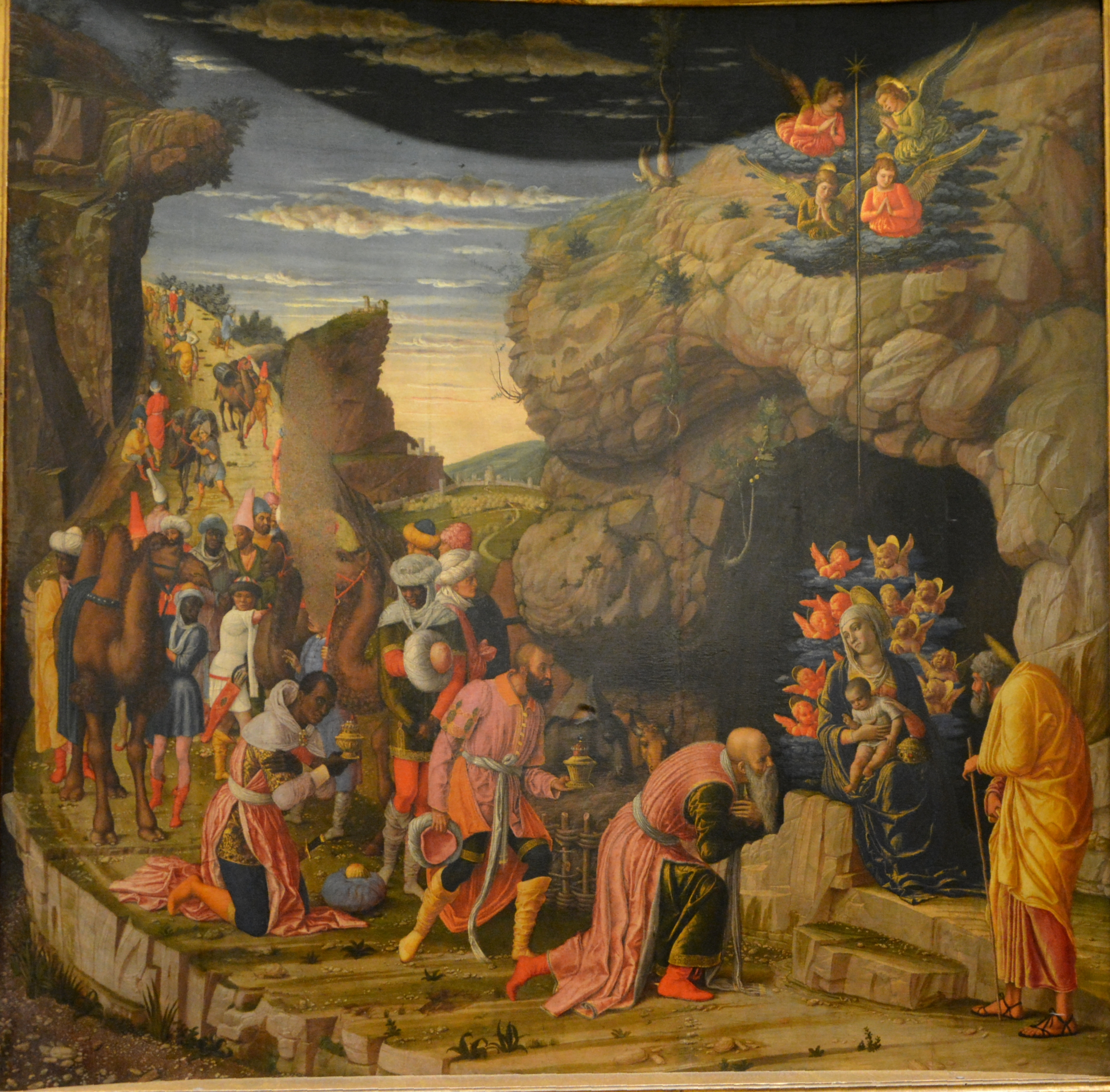
L'Adoration des mages.

Tableau en tempera et or sur bois de 76 × 76,5 cm, il représente la visite des mages après la naissance du Christ.
Une grotte à droite abrite la Vierge et l'Enfant Jésus porté sur ses genoux, entourée de chérubins (comme dans le retable Trivulzio et La Vierge aux chérubins du même peintre) surmontée également par un ensemble de quatre anges placés autour de l'étoile ayant guidé les pèlerins jusque-là. Joseph est placé à la droite extrême, à l'extérieur de la grotte, vu de trois-quarts, devant les mages s'avancent, s'agenouillent en offrant leurs présents, suivis par leurs caravanes chargées de colis, depuis un chemin descendant depuis un chemin tracé à travers la  montagne, depuis le haut à gauche du tableau.
Cachés derrière les mages, dans le fond de la grotte, sont visibles le bœuf et l'âne.
Au centre du tableau, on aperçoit une ville fortifiée entre les rochers et un chemin qui y mène. Un château figure sur un escarpement.

### La Circoncision de Jésus et la Présentation au temple

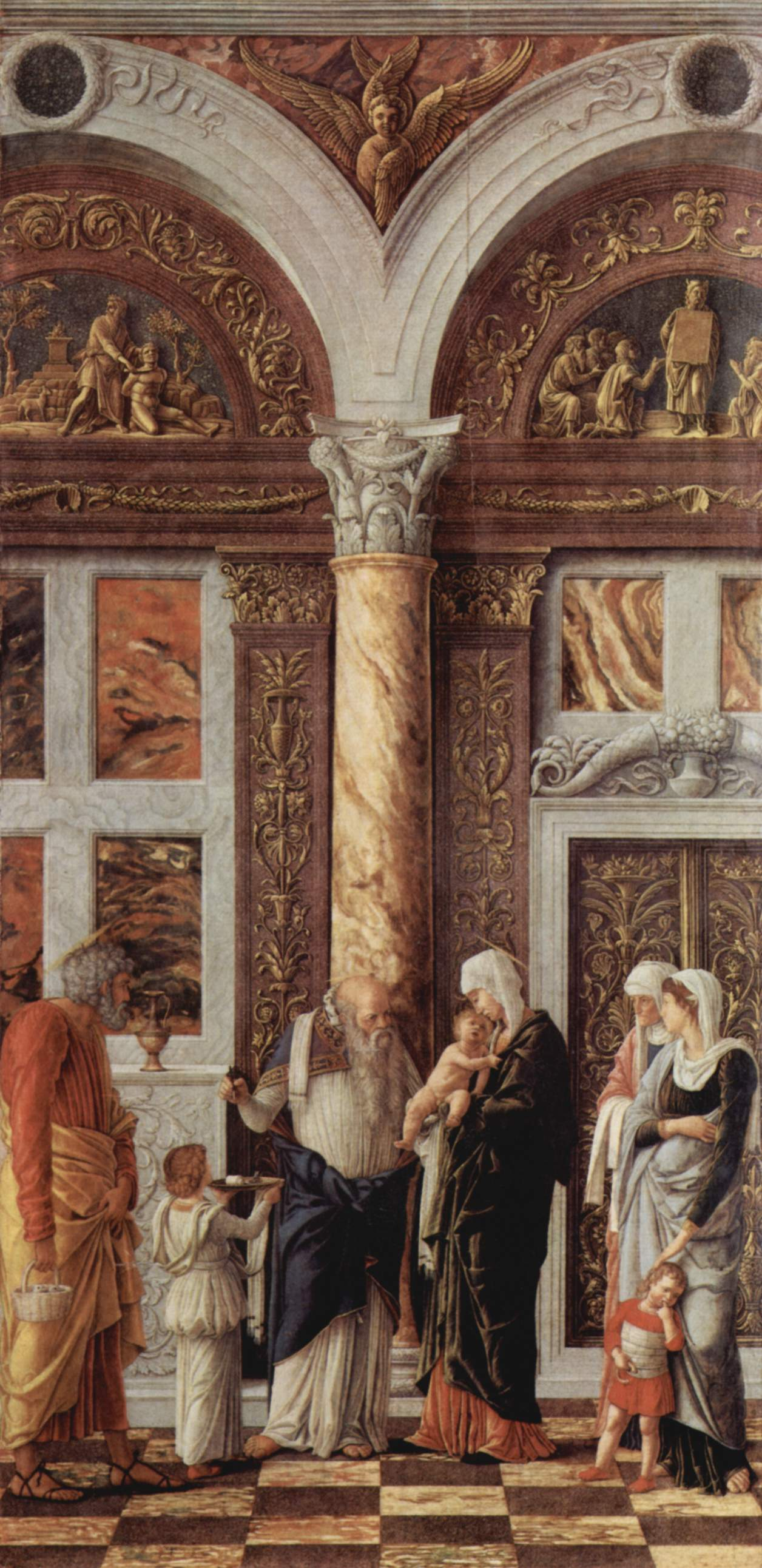
La Circoncision et la Présentation au temple (détail).

Tableau en tempera et or sur bois de 86 × 42,5 cm, il mélange la Circoncision (évidente par le geste du prêtre) et le rite de Purification qui a lieu quarante jours plus tard, visible dans le reste du tableau (don des colombes apportées par Joseph, présence de la veuve Anne, prophétesse et servante du temple).
Les tympans contiennent deux scènes de l'Ancien Testament, le Sacrifice d'Isaac et Moïse présentant les Tables de la Loi.

### L'Ascension

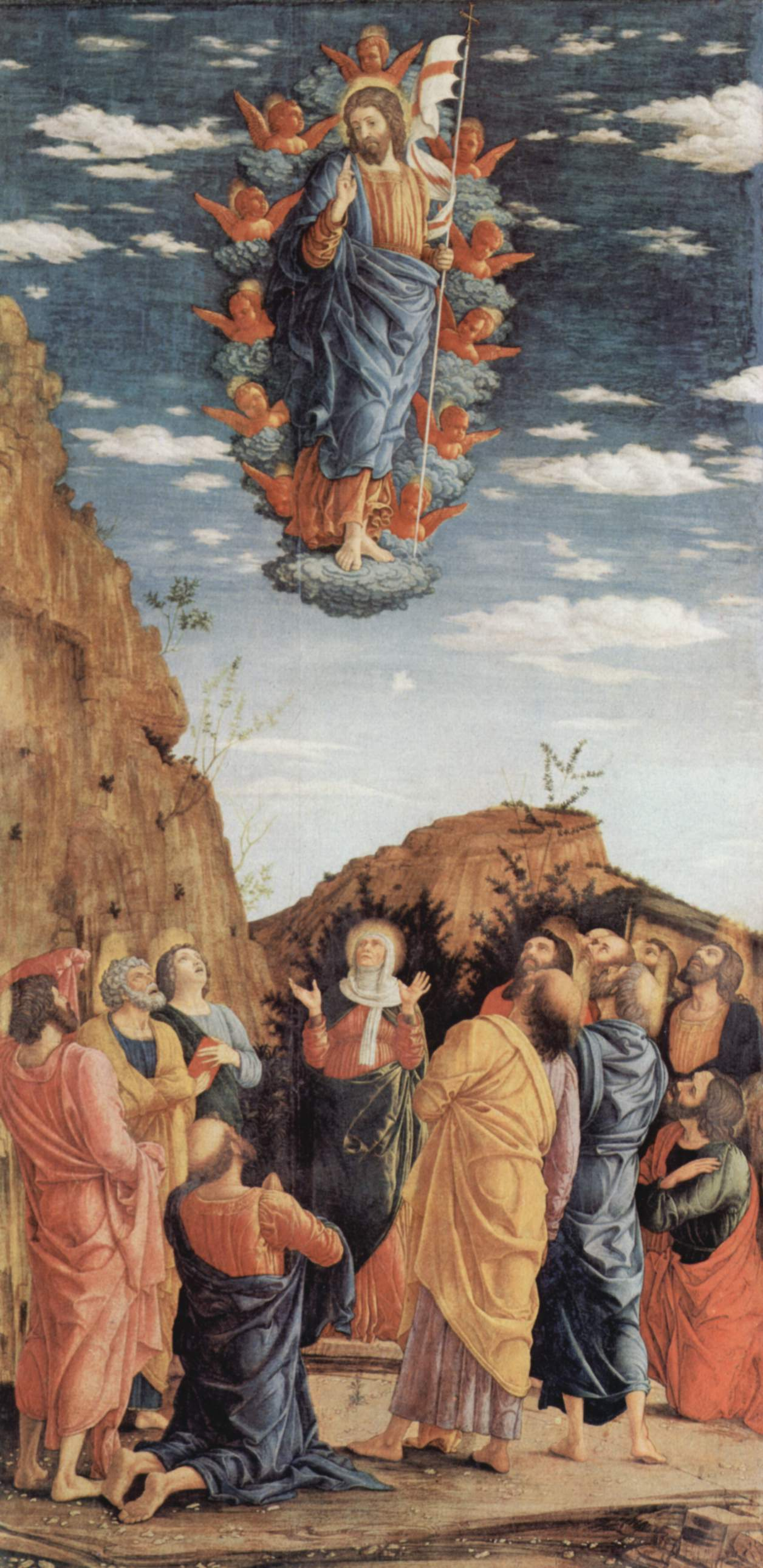
L'Ascension (détail).

Tableau en tempera et or sur bois de 86 × 42,5 cm, il représente Jésus dans le ciel en haut du tableau, placé sur un petit nuage tenant un drapeau en croix, entouré de chérubins, dans une forme de mandorle.
Au pied d'escarpements rocheux, la Vierge Marie et des hommes (quatre à gauche, huit à droite) lèvent les yeux au ciel pour le contempler.
Le douzième personnage masculin surnuméraire est-il la représentation du commanditaire, d'un saint en plus des onze apôtres restants après la défection de Judas ?

## Analyse
Les trois tableaux contiennent les attributs préférés de Mantegna dans sa peinture : rochers escarpés dans l'Adoration et l'Ascension ; détails architecturaux, colonnes, chapiteaux, sculpture, bas-reliefs, marbre chiqueté, sol carrelé à damier, dans la Circoncision.
Dans les trois tableaux est présent le rouge, couleur symbolique de la Passion du Christ.